# هایاتو ایچیهارا
هایاتو ایچیهارا (انگلیسی: Hayato Ichihara؛ زادهٔ ۶ فوریهٔ ۱۹۸۷) هنرپیشهٔ ژاپنی است. از فیلم‌هایی که وی در آن نقش داشته است می‌توان به همه چیز درباره لیلی چوچو و آخرالزمان یاکوزا اشاره کرد.